# Frank-Ulrich Vögely

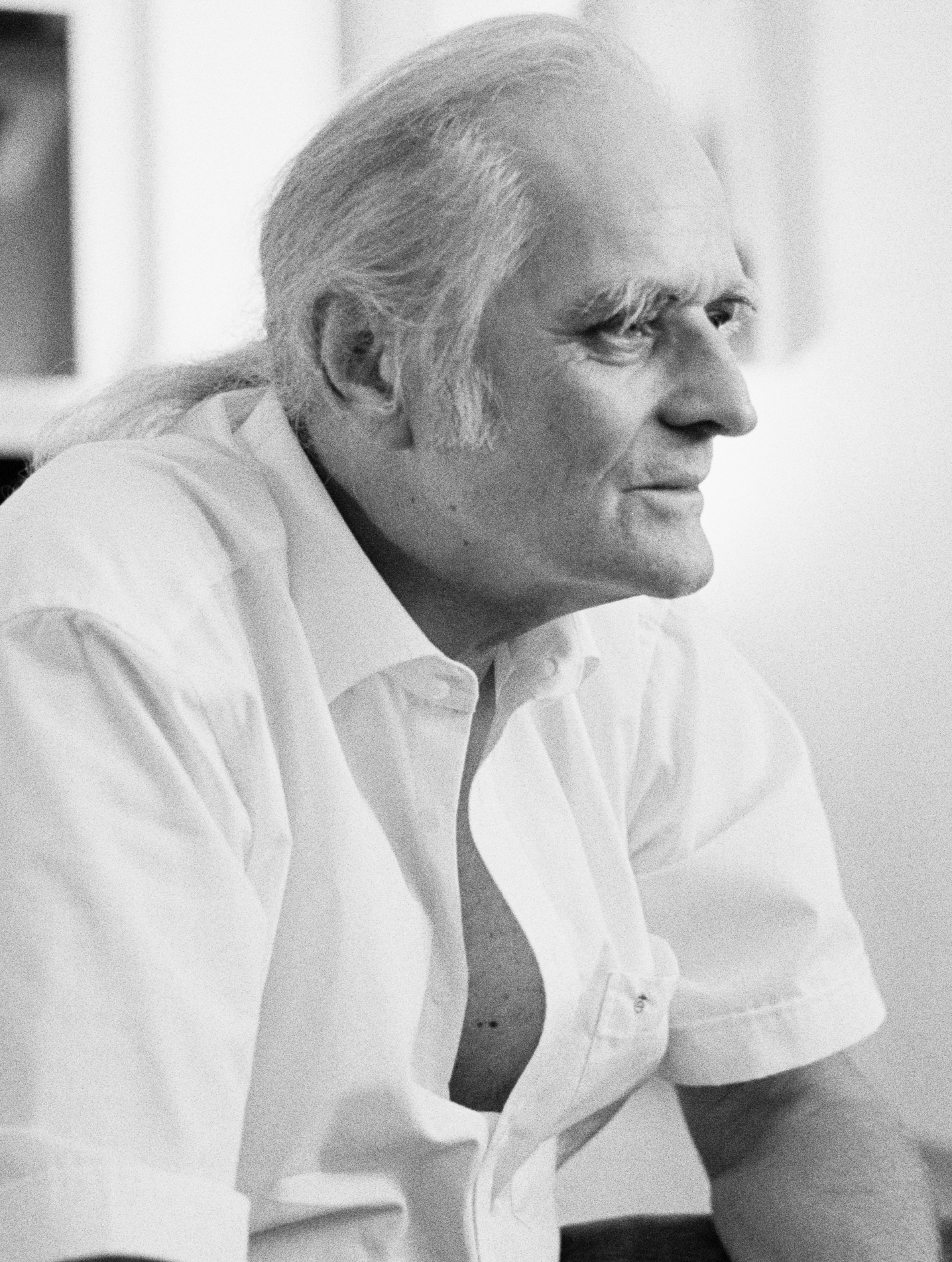
Frank-Ulrich Voegely (2010)

Frank-Ulrich Vögely (* 1. Juni 1949 in Karlsruhe; † 12. Februar 2011 in Mannheim) war ein deutscher Komponist, Schriftsteller und Kunsthistoriker.

## Leben
Frank-Ulrich Vögely, Sohn des Schulamtsleiters Ludwig Vögely, studierte Kunstgeschichte, Politologie und Musikwissenschaften in Heidelberg und Florenz, sowie Kompositionslehre und Pianistik in Karlsruhe. Zahlreiche, teilweise strafrechtlich verfolgte Aktivitäten als ein Angehöriger und Protagonist der Heidelberger Studentenbewegung seit etwa 1967 sowie der Friedensbewegung der späten 1970er und folgender Jahre fanden ihre Entsprechung in seinem gesellschaftskritischen künstlerischen Schaffen.
Als Komponist ist Vögely der Neuen Musik zuzurechnen. Sein Frühwerk ist von Methoden der seriellen Musik und den Lehrern Luigi Nono, Pierre Boulez und John Cage (Darmstädter Ferienkurse) bestimmt. Nach weiterführenden Studien bei Karlheinz Stockhausen wandte sich Vögely der elektronischen Musik zu. Seine späteren Werke sind von Prozesskompositionen, der Musique concrète, Soundscape und polyrhythmischer Tonalität geprägt.
Als Pianist und Cembalist spielte Vögely Werke der Moderne und der Neuen Musik ein.
1982 gründete Vögely das „Musicteam Mannheim“, einen Zusammenschluss von renommierten Musikern (u. a. Lindy Huppertsberg, Rainer Pusch, Johannes Schaedlich) zur Entwicklung einer fortschrittlichen Unterrichtsdidaktik.
Vögelys schriftstellerische Tätigkeit umfasst kunst- und musikwissenschaftliche Fachliteratur und Veröffentlichungen im Bereich Lyrik und Prosa. Sein besonderes Interesse galt der Geschichte der Fotografie, dessen Ursprung in den Freundschaften zu den Wegbereitern der zeitgenössischen Fotografie Brassaï, Bill Brandt und Robert Häusser begründet war. Als sein Lebenswerk ist eine auf 25 Bände angelegte, in der Nachfolge Diderots stehende „Encyclopédie sentimentale“ anzusehen; die Veröffentlichung der ersten drei Bände war für 2011 vorgesehen.
Seit 1975 veranstaltete er regelmäßig Workshops und Konzerte (u. a. mit Gerry Mulligan, Miles Davis, Archie Shepp, Dexter Gordon) an seinem Wohnsitz, der „Feudenheimer Kulturscheune“ in Mannheim, seit 1985 darüber hinaus die „Mannheimer Künstlertafel“. Im Jahr 2004 gründete er das „Collectif des artistes“ zur Förderung des internationalen Künstleraustausches.
Daneben war Vögely in den 1990er Jahren Initiator und Gründer einer Gruppe Boulespieler, aus denen der Pétanque Club Bouletten Mannheim e.V. hervorging, dessen 1. Vorstand er bis zum Jahr 2000 war. Seine Ausstellung Pétanque – Rund um die Kugel fand 1996 in Mannheim-Feudenheim mit 252 Exponaten statt.

## Ehrungen
- 1973  Verdienstmedaille der Stadt Birmingham (England)
- 1995 Ehrenmedaille der Stadt Port Louis (Bretagne)
- 1996 Ehrenbürger der Gemeinde Locmiquélic (Bretagne)

## Kompositionen (Auswahl)
- Combat de rue (Straßenkampf), op. 12 für Jazzcombo und Perkussionsensemble, 1972
- Paysages (Landschaften), op. 23. 12 Bilder für 2 Klaviere, 1981
- Volkszählung, op. 30 für 20 Stimmen, 1987
- Point de congélation (Gefrierpunkt), op. 39. Elektronische Musik, 1998
- Particules en suspension (Schwebeteilchen), op. 46 für Streichensemble, 2003
- La musique adoucit les mœurs (Wo man singt, da lass dich ruhig nieder), op. 48 für 3 Stimmen, Klavier, Cembalo und Celesta, 2005
- Liebe – Tod – Angst, op. 50 für Großes Orchester, 2 Flügel, Kirchenorgel, Chor und elektronische Bausteine, 2008
- Plongé dans l’angoisse (In tausend Ängsten), op. 53 für Klavier und Synthesizer
- Les Sacs du Printemps (Die Tüten des Kaufhauses Printemps), op. 54. Musique concrète für 21 Perkussionsinstrumente, 2010
- Unschärfe, op. 55 für Kirchenorgel und Theremincello, 2011

## Publikationen
Klipp und klar 100 x [hundertmal] Kunst von Eduard Isphording, Susanne Lieberknecht-Vögely und Frank-Ulrich Vögely. Mannheim, Wien, Zürich. Bibliographisches Institut, 1978